# Шёнхардт, Эрих
Эрих Шёнхардт  — немецкий математик.
Наиболее известен благодаря так называемому многограннику Шёнхардта — пример невыпуклого многогранника, который нельзя разбить на тетраэдры без введения дополнительных вершин.

## Биография
Учился в Университете Штутгарта, и окончил аспирантуру в Тюбингенском университете, получив степень доктора философии в 1920 году за диссертацию по группам Шоттки под руководством Людвига Маурера.
В 1930-е годы, он был доцент-фюрером (нацистским лидером факультета) в Тюбингене.
В частности был ответственен за осуждение и последующее увольнение своего коллеги Эриха Камке за то, что тот женился на еврейке.
Вернулся в Штутгартский университет в 1936 году и был там ректором в 1939—1942.
Был бессменным редактором журнала Deutsche Mathematik; кроме математических статей этот журнал печатал агитационные статьи, дающие нацистскую точку зрения на отношения между математикой и нацией.